# Fabrice Divert
Fabrice Divert (født 2. september 1967 i Caen, Frankrig) er en fransk tidligere fodboldspiller, der spillede som angriber. Han var på klubplan tilknyttet SM Caen og Montpellier HSC, ligesom han optrådte på lejebasis hos Guingamp. Han nåede desuden at spille tre kampe og score ét mål for Frankrigs landshold. Han deltog ved EM i 1992 i Sverige, men var dog ikke på banen i turneringen.